# 청계도서관
청계도서관은 서울특별시 성동구에 있는 도서관이다.

## 연혁
- 2014년 2월 19일 개관.